# Liste der slowakischen Botschafter in Osttimor

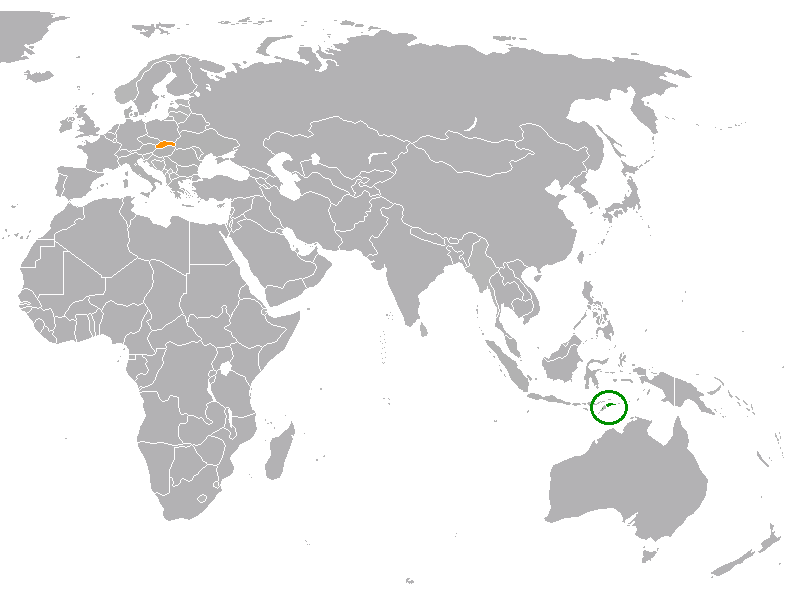
Osttimor (grün) und die Slowakei (orange)

Diese Liste führt die slowakischen Botschafter in Osttimor auf.

## Hintergrund
Am 17. Oktober 2002 nahmen Osttimor und die Slowakei diplomatische Beziehungen auf. Die Slowakei hat keine Botschaft in Osttimor. Der Botschafter mit Sitz im indonesischen Jakarta verfügt für Osttimor über eine Zweitakkreditierung und ist außerdem zuständig für Brunei, Malaysia, die Philippinen, Singapur und die ASEAN.
| Name            | Amtszeit  | Anmerkungen |
| --------------- | --------- | --- |
| Milan Lajčiak   | 1998–2003 | [ 2 ] |
| Peter Holásek   | 2003–2009 | [ 2 ] |
| Štefan Rozkopál | 2009–2013 | als erster Botschafter auch für die ASEAN akkreditiert. Für Malaysia und Brunei war in dieser Zeit ein anderer Botschafter akkreditiert. |
| Michal Slivovič | 2014–2018 | Akkreditierung: 18. September 2014 |
| Jaroslav Chlebo | 2019–2024 | [ 1 ] [ 6 ] |
| Tomas Ferko     | seit 2025 | Akkreditierung: 19. Februar 2025 |